# Boris Johnson Is a Fucking Cunt
Singles de the Kunts
Boris Johnson Is STILL a Fucking Cunt
Boris Johnson Is a Fucking Cunt est une chanson satirique de type punk rock des Kunts, un groupe créé par le chanteur Kunt and the Gang (en). La chanson s'adresse au premier ministre Boris Johnson et est constituée de la répétition de la phrase « Boris Johnson is a fucking cunt ». Elle est suivie en novembre 2021 par une autre chanson intitulée « Boris Johnson Is STILL a Fucking Cunt », ce qui peut se traduire par « Boris Johnson est toujours un putain de connard ».

## Histoire
Sortie en juillet 2020 sur l'album Kunts Punk in Your Face, la chanson devient ensuite en décembre 2020 un single, le groupe souhaitant en faire la chanson de Noël numéro 1 au Royaume-Uni. La chanson atteint finalement la 5e place du classement des singles de ce pays,, malgré l'absence de recension et de diffusion dans les médias, la BBC refusant par exemple de citer le nom du groupe ou le titre de la chanson en raison de leur grossièreté,. En novembre 2021, le groupe a sorti une suite, Boris Johnson Is STILL a Fucking Cunt, espérant là encore la classer en tête des chansons de Noël.

## Musiciens
Musiciens :
- Kunt – chant ;
- Carsehole – guitare ;
- Rubber Johnny – guitare basse ;
- Fucksticks – batterie.